# Брайън Руис
Брайън Хафет Руис Гонсалес (на испански: Bryan Jafet Ruiz González) е костарикански футболист. Играе за спортинг лисабон

## Лична информация
Роден е на 18 август 1985 г. в Сан Хосе, Коста Рика.

## Кариера
Алахуеленсе
 Гент
 Твенте
 Фулъм Флагче Португалия Спортинг Лисабон